# Franciszek Herkules Walezjusz
Franciszek Herkules Walezjusz (ur. 18 marca 1555 w Saint-Germain-en-Laye, zm. 10 czerwca 1584 w Château-Thierry) – książę Évreux, Alençon i Andegawenii, najmłodszy syn króla Francji Henryka II i Katarzyny Medycejskiej, córki Wawrzyńca II Medyceusza, księcia Urbino. Młodszy brat królów Francji Franciszka II, Karola IX i Henryka III.
Został ochrzczony pod imieniem Herkules. Imię Franciszek przyjął na cześć swojego brata króla Franciszka II podczas bierzmowania. Był ładnym dzieckiem, ale został oszpecony przez ospę, którą przeszedł w wieku 8 lat. Miał również krzywy kręgosłup. Był bardzo ambitny, ale nie dopuszczano go do rządów. Jedynie w 1569 r., podczas nieobecności króla, sprawował władzę w Paryżu.
Jego ojciec zmarł w 1559 r. Od tamtej pory na tronie zasiadali bracia Franciszka Herkulesa, mianowanego w 1560 r. księciem Évreux. Franciszek II zmarł już w 1560 r., Karol IX zmarł bezpotomnie w 1574 r. Jego następcą został Henryk III, który również nie posiadał męskiego potomka. Franciszek Hercules (od 1566 r. książę Alençon i Chàteau-Thierry, hrabia Perche, Meulan i Mantes) został następcą tronu. W 1576 r. otrzymał tytuły księcia Andegawenii, Berry i Touraine.

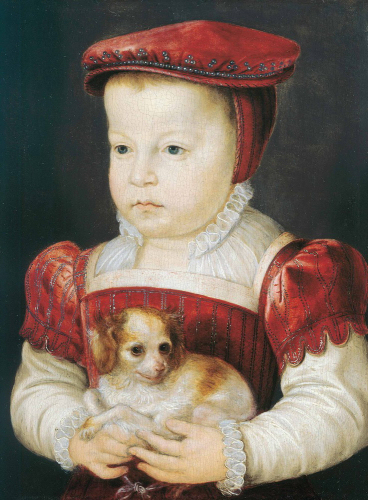
Franciszek Herkules w wieku 2-3 lat

Jego relacje z Henrykiem III były początkowo poprawne, ale po objęciu przez brata tronu Franciszek zaczął spiskować przeciw niemu, przyłączył się do hugenockiej opozycji i w jej szeregach walczył w wojnie 1574–1576. W 1576 r. podpisał kończący wojnę edykt w Beaulieu. W 1579 r. Wilhelm I Orański zaprosił Franciszka do Niderlandów, by ten objął dziedziczny urząd stadhoudera. 29 września 1580 r. niderlandzkie Stany Generalne (przy sprzeciwie Holandii i Zelandii) podpisały traktat z księciem na zamku Plessis-lès-Tours. Franciszek przyjął tytuł "Obrońcy wolności Niderlandów".
Mniej więcej w tym samym czasie rozpoczęły się zabiegi o małżeństwo księcia Andegawenii z królową Anglii Elżbietą I. Pomimo różnicy wieku (Elżbieta miała 46, a Franciszek 24 lata) nawiązali bardzo bliskie relacje. Franciszek był przez Elżbietę nazywany "żabą". Jednak sprzeciw Anglików i doradców królowej wobec tego małżeństwa przyczynił się do wyjazdu Franciszka z Anglii i jego powrotu do Niderlandów.
W Republice Zjednoczonych Prowincji Franciszek również nie cieszył się wielkim poparciem. Holandia i Zelandia nie uznały jego władzy, a lud Niderlandów patrzył podejrzliwie na francuskiego katolika. Wilhelm Orański był powszechnie krytykowany za swoją "francuską politykę". Franciszek również był rozczarowany niewielkim zakresem swojej władzy. Gdy w 1582 r. do Niderlandów przybyły francuskie posiłki, postanowił zdobyć oporne miasta Antwerpię, Brugię, Dunkierkę i Ostendę.

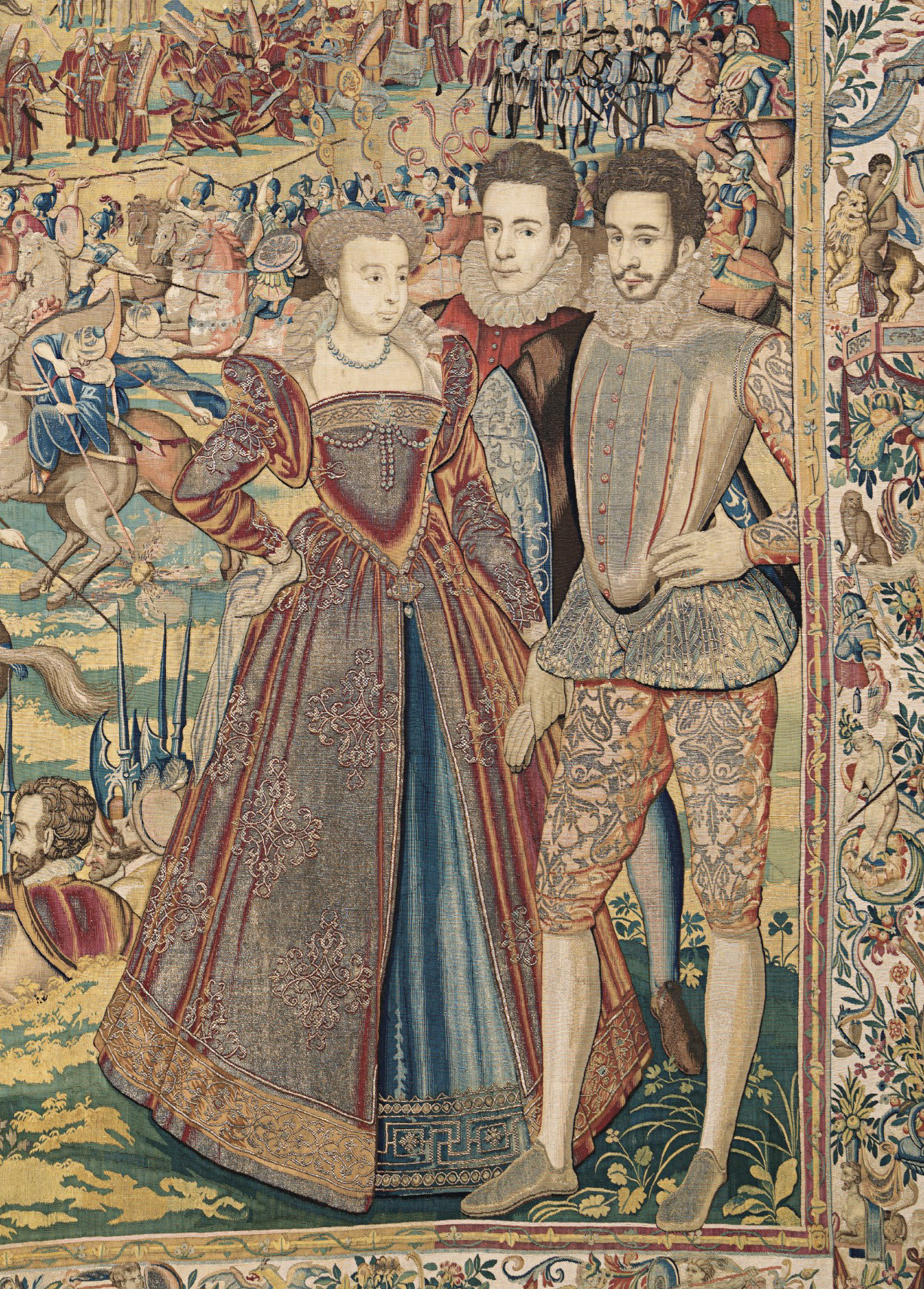
Franciszek, jego siostra Małgorzata i nieznany mężczyzna

Herb Franciszka jako księcia Andegawenii

17 stycznia 1583 r. Franciszek ze swoim wojskiem zjawił się pod Antwerpią. Próbował uśpić czujność mieszczan, prosząc o pozwolenie na przemaszerowanie przez miasto w celu oddania honorów jego mieszkańcom. Obrońcy Antwerpii wyrazili zgodę, jednak kiedy wszyscy Francuzi weszli do miasta, zamknęli bramy i zaatakowali oddział Franciszka. Francuzi zostali zasypani z dachów i okien kamieniami, głazami, a nawet ciężkimi naczyniami. Ogień otworzył również garnizon miasta. Tylko niewielkiej liczbie Francuzów, łącznie z Franciszkiem, udało się uciec. 1500 ludzi zginęło w walkach ulicznych lub zostało powieszonych przez lud Antwerpii.
Masakra w Antwerpii oznaczała upadek militarnej i politycznej kariery księcia Andegawenii. Królowa Elżbieta I oficjalnie zerwała negocjacje, a matka przynaglała go do powrotu. Ostatecznie, pozbawiony oparcia w Niderlandach, Franciszek wycofał się w czerwcu 1583 r. Jego rządy zdyskredytowały również głównego pomysłodawcę powierzenia Franciszkowi władzy, księcia Wilhelma Orańskiego.
Wkrótce po powrocie Franciszek zachorował na febrę lub malarię. W lutym 1584 r. Katarzyna Medycejska przewiozła go do Paryża, gdzie książę spotkał się z Henrykiem III, który nazwał go przy tej okazji "małą małpką" (le petit magot). Franciszek zmarł w czerwcu 1584 r. Nigdy się nie ożenił i nie pozostawił potomstwa. Został pochowany w bazylice Saint-Denis.
Jego śmierć oznaczała, że następcą francuskiego tronu został protestant, król Nawarry Henryk Burbon. Jego kandydatura była nie do przyjęcia dla Ligi Katolickiej. Wkrótce rozpętała się kolejna wojna domowa.